# کیرک شولتز
کیرک شولتز (انگلیسی: Kirk Schulz؛ زادهٔ ۱۱ مهٔ ۱۹۶۳) سیاست‌مدار اهل ایالات متحده آمریکا است. وی یازدهمین رییس دانشگاه ایالتی واشینگتن است.